# Alfredo Rizzo
Alfredo Rizzo (Nizza, 2 gennaio 1902 – Roma, 6 settembre 1991) è stato un attore, regista e sceneggiatore italiano.

## Biografia
Attore di avanspettacolo e rivista, spesso insieme al fratello Carlo o con altri (soprattutto Macario), assai noto negli anni d'oro del varietà (1930-1945), appare per la prima volta sul grande schermo nel 1939, con una breve caratterizzazione ne Lo vedi come sei... lo vedi come sei? di Mario Mattoli (è l'uomo che si trova una mosca nel piatto). Dal 1946 è interprete di moltissimi film, comici e drammatici, sempre in ruoli di fianco dove, solitamente, è uno stereotipato "cattivo" o antagonista di uno dei personaggi principali. Nel 1960 riprende a calcare le scene insieme al fratello Carlo. Assai longevo, lavora fino a tarda età (anche come autore di alcune commedie erotiche) con registi come Amendola, Mauri, Bruno Corbucci e Giovanni Grimaldi, ma anche con Federico Fellini che lo utilizza ben quattro volte.

## Filmografia

### Attore

#### Cinema
- Lo vedi come sei... lo vedi come sei?, regia di Mario Mattoli (1939) - non accreditato
- Macario contro Zagomar, regia di Giorgio Ferroni (1944)
- Sperduti nel buio, regia di Camillo Mastrocinque (1947)
- Sono io l'assassino, regia di Roberto Bianchi Montero (1948)
- Vivere a sbafo, regia di Giorgio Ferroni (1949)
- Come scopersi l'America, regia di Carlo Borghesio (1949)
- I pompieri di Viggiù, regia di Mario Mattoli (1949)
- I cadetti di Guascogna, regia di Mario Mattoli (1950)
- La famiglia Passaguai fa fortuna, regia di Aldo Fabrizi (1951)
- Quo vadis, regia di Mervyn LeRoy (1951) - non accreditato
- Una bruna indiavolata!, regia di Carlo Ludovico Bragaglia (1951)
- La paura fa 90, regia di Giorgio Simonelli (1951)
- Messalina, regia di Carmine Gallone (1951) - non accreditato
- La vendetta del corsaro, regia di Primo Zeglio (1951)
- L'amante del male, regia di Roberto Bianchi Montero (1952)
- Il romanzo della mia vita, regia di Lionello De Felice (1952)
- Papà diventa mamma, regia di Aldo Fabrizi (1952)
- Altri tempi, epis. Il processo di Frine, regia di Alessandro Blasetti (1952)
- È arrivato l'accordatore, regia di Duilio Coletti (1952)
- Carica eroica, regia di Francesco De Robertis (1952)
- Anni facili, regia di Luigi Zampa (1953)
- Pane, amore e fantasia, regia di Luigi Comencini (1953)
- Vacanze romane (Roman Holiday), regia di William Wyler (1953)
- Il maestro di Don Giovanni, regia di Milton Krims (1954)
- Assi alla ribalta, regia di Ferdinando Baldi e Giorgio Cristallini (1954)
- I milanesi a Napoli, regia di Enzo Di Gianni (1954)
- Guerra e pace, regia di King Vidor (1956) - non accreditato
- International Police (Interpol), regia di John Gilling (1957) - non accreditato
- Sorrisi e canzoni, regia di Luigi Capuano (1958)
- Il terrore dell'Oklahoma, regia di Mario Amendola (1959)
- La dolce vita, regia di Federico Fellini (1960) - non accreditato
- Caravan petrol, regia di Mario Amendola (1960)
- I baccanali di Tiberio, regia di Giorgio Simonelli (1960)
- A qualcuna piace calvo, regia di Mario Amendola (1960)
- L'ultima preda del vampiro, regia di Piero Regnoli (1960)
- Gli anni ruggenti, regia di Luigi Zampa (1962)
- Il segno del vendicatore, regia di Roberto Mauri (1962)
- Boccaccio '70, regia di Carlo Ponti e Tonino Cervi (1962) - non accreditato
- La strage dei vampiri, regia di Roberto Mauri (1962)
- Il criminale, regia di Marcello Baldi (1962)
- Giacobbe, l'uomo che lottò con Dio, regia di Marcello Baldi (1963)
- Vino, whisky e acqua salata, regia di Mario Amendola (1963)
- Il segno di Zorro, regia di Mario Caiano (1963)
- Una sporca faccenda, regia di Roberto Mauri (1964)
- La vedovella, regia di Silvio Siano (1964)
- Due mafiosi nel Far West, regia di Giorgio Simonelli (1964)
- Gli schiavi più forti del mondo, regia di Michele Lupo (1964)
- Le sette vipere (Il marito latino), regia di Renato Polselli (1964)
- Il boia scarlatto, regia di Massimo Pupillo (1965, con il nome Alfred Rice)
- Per una manciata d'oro, regia di Carlo Veo (1965)
- Colorado Charlie, regia di Roberto Mauri (1965, con il nome Alfred Rice)
- 5 tombe per un medium, regia di Massimo Pupillo (1965)
- S.2.S. - Base morte chiama Suniper (La traite des blanches), regia di Georges Combret (1965)
- Vayas con dios, Gringo, regia di Edoardo Mulargia (1966)
- Un dollaro bucato, regia di Giorgio Ferroni (1966)
- Granada, addio!, regia di Marino Girolami (1967)
- Cuore matto... matto da legare, regia di Mario Amendola (1967)
- Nato per uccidere, regia di Antonio Mollica (1967)
- Non aspettare Django, spara, regia di Edoardo Mulargia (1967)
- Tre passi nel delirio, registi vari (1968) - non accreditato
- I 2 deputati, regia di Giovanni Grimaldi (1968)
- Brutti di notte, regia di Giovanni Grimaldi (1968)
- Puro siccome un angelo papà mi fece monaco... di Monza, regia di Giovanni Grimaldi (1969)
- Don Chisciotte e Sancio Panza, regia di Giovanni Grimaldi (1969)
- Agguato sul Bosforo, regia di Luigi Batzella (1969)
- La vendetta è il mio perdono, regia di Roberto Mauri (1969)
- Franco e Ciccio sul sentiero di guerra, regia di Aldo Grimaldi (1969)
- Don Franco e don Ciccio nell'anno della contestazione, regia di Marino Girolami (1969)
- Noi tre soltanto (Three), regia di James Salter (1969)
- Principe coronato cercasi per ricca ereditiera, regia di Giovanni Grimaldi (1970)
- Un caso di coscienza, regia di Giovanni Grimaldi (1970)
- La prima notte del dottor Danieli, industriale, col complesso del... giocattolo, regia di Giovanni Grimaldi (1970)
- Quando suona la campana, regia di Luigi Batzella (1970)
- Due bianchi nell'Africa nera, regia di Bruno Corbucci (1970)
- Venga a fare il soldato da noi, regia di Ettore Maria Fizzarotti (1971)
- Le belve, regia di Giovanni Grimaldi (1971)
- I giardini del diavolo, regia di Alfredo Rizzo (1971)
- Quelle sporche anime dannate, regia di Luigi Batzella (1971)
- Il venditore di morte, regia di Lorenzo Gicca Palli (1971)
- Mazzabubù... Quante corna stanno quaggiù?, regia di Mariano Laurenti (1971)
- Acquasanta Joe, regia di Mario Gariazzo (1971)
- Confessioni segrete di un convento di clausura, regia di Luigi Batzella (1972)
- Satyricon, regia di Gian Luigi Polidoro (1972)
- Sistemo l'America e torno, regia di Nanni Loy (1974)
- La bestia in calore, regia di Luigi Batzella (1977, non accreditato)
- Kaput Lager - Gli ultimi giorni delle SS, regia di Luigi Batzella (1977) - non accreditato
- Squadra antimafia, regia di Bruno Corbucci (1978, non accreditato)
- Uno contro l'altro, praticamente amici, regia di Bruno Corbucci (1980)
- Amore all'arrabbiata, regia di Carlo Veo (1980)
- Delitto al ristorante cinese, regia di Bruno Corbucci (1981)
- Il diavolo e l'acquasanta, regia di Bruno Corbucci (1983)

#### Televisione
- Stasera Fernandel – serie TV, episodio 1x05 (1969)
- All'ultimo minuto – serie TV, episodio 3x03 (1973)
- Lo scatolone – varietà televisivo, conduttore (1982)
- Le volpi della notte, regia di Bruno Corbucci – film TV (1986)

### Regista
- I giardini del diavolo (1971)
- Carnalità (1974)
- La sanguisuga conduce la danza (1975)
- La bolognese (1975)
- Sorbole... che romagnola (1976)
- I peccati di una giovane moglie di campagna (1977)
- Suggestionata (1978)
- Alessia... un vulcano sotto la pelle (1978)